# Бабичи (Закарпатская область)
Ба́бичи (укр. Бабичі) — село в Чинадиевской поселковой общине Мукачевского района Закарпатской области Украины.
Население по переписи 2001 года составляло 962 человека. Почтовый индекс — 89663. Телефонный код — 3131. Занимает площадь 2,104 км². Код КОАТУУ — 2122780201.